# Josephus Daniels
Pour les articles homonymes, voir Daniels.
Josephus Daniels, né le 18 mai 1862 à Washington (Caroline du Nord) (États-Unis) et mort le 15 janvier 1948 à Raleigh (Caroline du Nord), est un juriste, homme politique et éditeur de journal américain. Membre du Parti démocrate, il est secrétaire à la Marine entre 1913 et 1921 dans l'administration du président Woodrow Wilson puis ambassadeur des États-Unis au Mexique entre 1933 et 1941.

## Famille et études
Né à Washington, en Caroline du Nord, Daniels déménage avec sa mère et ses deux frères et sœurs à Wilson, après que son père a été tué accidentellement par les troupes confédérées lors de la guerre de Sécession. Il fait ses études au Wilson Collegiate Institute, puis devient éditeur et propriétaire du journal local, le Wilson Advance. Après quelques années, il acquiert également le Kinston Free Press et le Rocky Mount Reporter. Il étudie le droit à l'université de Caroline du Nord à Chapel Hill et est admis au barreau en 1885, mais ne pratique pas le droit. En 1888, il épouse Addie Worth Bagley (en), la petite-fille de l'ex-gouverneur Jonathan Worth ; ils auront six enfants, Adelaide, Josephus, Worth Bagley, Jonathan Worth, Frank Arthur et Addie.

## Carrière
Après s'être beaucoup engagé au sein du Parti démocrate de Caroline du Nord et avoir repris le Daily State Chronicle, il devient l'imprimeur de l'État de Caroline du Nord entre 1887 et 1893, puis chef du bureau du département de l'Intérieur des États-Unis, dans l'administration de Grover Cleveland entre 1893 et 1895.

### The News and Observer
En 1894, Josephus Daniels avait pris une participation majoritaire dans le News & Observer de Raleigh, ce qui le conduit à abandonner son emploi fédéral. Ce journal est alors un fervent défenseur du Parti démocrate qui à cette époque se bat contre une fusion du Parti républicain et du Parti populiste. Josephus Daniels et d'autres démocrates lancent une campagne sur la « suprématie blanche » afin de réveiller les sentiments racistes de l'électorat. Cette campagne mène les démocrates à la victoire, en 1898 et 1900, puis à l'interdiction des droits civiques pour les Afro-américains. Le 15 décembre 2005, la 1898 Wilmington Race Riot Commission (« Commission sur les émeutes raciales de 1898 ») indique dans son rapport que l'engagement de Josephus Daniels pour le renversement de la municipalité de Wilmington, en jouant sur le thème de la « suprématie blanche » dans The News and Observer, fut si conséquent qu'on peut voir en lui « l'instigateur de l'émeute ». Ce n'est qu'en 1921, qu'il abandonne son rôle d'éditeur du Raleigh News and Observer.

### Secrétaire à la Marine
Il soutient Woodrow Wilson, lors de l'élection présidentielle de 1912, puis après sa victoire, il est nommé secrétaire à la Marine des États-Unis. Il reste à ce poste jusqu'en 1921, durant toute l'administration de Wilson, supervisant la Navy pendant la Première Guerre mondiale. Le futur président, Franklin D. Roosevelt, est alors son Assistant.

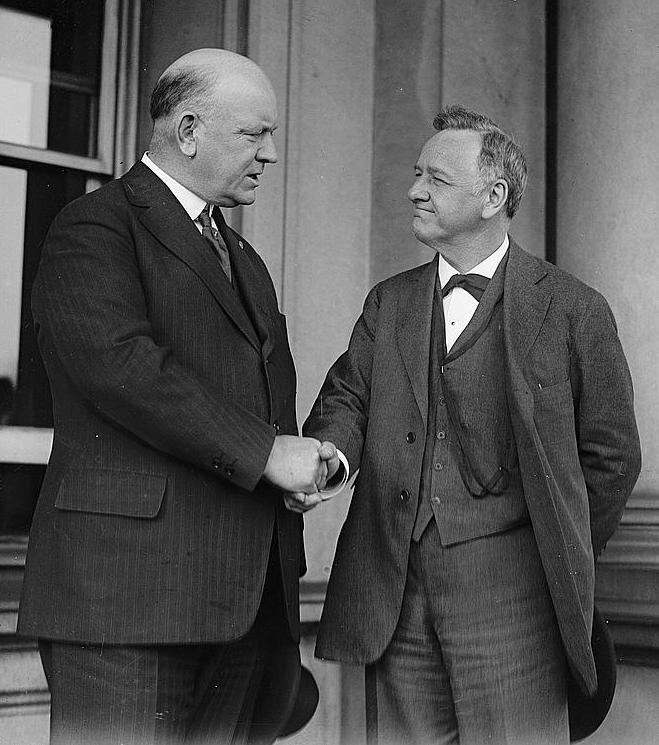
Josephus Daniels (à droite) serrant la main de son successeur au secrétariat à la Marine, Edwin Denby.

Le secrétaire Josephus Daniels est d'avis que l'État doit détenir les usines de blindage, les téléphones et télégraphes. À la fin de la guerre, il fait même une sérieuse tentative pour donner à la Navy le contrôle sur tous les émetteurs des États-Unis. Si son projet avait réussi, il n'y aurait plus eu de radioamateurs et il est probable que les débuts de la radio-diffusion ait été sérieusement retardés.
Il interdit toute consommation d'alcool sur les bateaux de la Navy par son General Order 99 du 1er juin 1914. On mentionne souvent, par erreur, que l'expression a cup of joe (« une tasse de joe »), qui aux États-Unis est synonyme d'une « tasse de café », est due à cette consigne de Josephus Daniels, cependant l'expression est plus ancienne et remonte aux années 1840. En 1917, Daniels ordonne la fermeture du quartier « chaud » de Storyville à La Nouvelle-Orléans. Pendant la guerre il crée le Naval Consulting Board (« Conseil consultatif de la marine ») afin d'encourager les inventions qui peuvent être utiles à la Navy. Il demande à Thomas Edison de présider ce conseil. Josephus Daniels est soucieux du fait que les États-Unis ne disposent pas de la technologie adaptée aux nouvelles conditions de la guerre. En 1919, il sort son The Navy and the Nation publié chez George H. Doran Company, qui après une introduction de John Wilder Jenkins, commence par un chapitre intitulé Get you a naval hero. L'ouvrage contient une série de discours qu'il a prononcés en tant que secrétaire à la Marine. Il publie ensuite, en 1922, Our Navy at War, puis The Life of Woodrow Wilson, en 1924 et The Wilson Era, en 1944, parmi d'autres.

### Ambassadeur au Mexique
Josephus Daniels soutien ardemment Franklin D. Roosevelt, lors de l'élection présidentielle de 1932. Après son élection, le nouveau président nomme son ancien patron et ami de longue date ambassadeur des États-Unis au Mexique. Avant même l'arrivée de Josephus Daniels, l'ambassade américaine est bombardée de pierres par des Mexicains. Bien qu'on l'ait tenu pour responsable du bombardement naval américain, d'avril 1914, sur l'Académie navale mexicaine de Veracruz, il désapprouvait cette action et ne l'autorisa que sur ordre exprès de Wilson.
Après avoir accepté sa nomination, il tente de guérir la blessure causée entre les deux nations par l'invasion de 1914. Ses discours et sa politique en tant qu'ambassadeur permettent d'améliorer grandement les relations entre les deux États. Il fait l'éloge du plan mexicain d'éducation nationale et dans un discours prononcé devant les fonctionnaires consulaires américains, leur conseille de s'abstenir de trop s'ingérer dans les affaires des autres États. Josephus Daniels soutient la cause des loyalistes, lors de la guerre civile espagnole, sachant que l'effondrement du gouvernement espagnol aurait des répercussions au Mexique. En 1941, lorsque son fils Jonathan est nommé assistant spécial de Franklin D. Roosevelt, Josephus Daniels démissionne de son poste au Mexique, pour revenir en Caroline du Nord et reprend son poste de rédacteur en chef au News & Observer, poursuivant sa ligne éditoriale.

## Fin de vie
Il se retire ensuite à Raleigh, en raison de la santé déclinante de son épouse. Après avoir achevé une autobiographie en cinq volumes, dans laquelle il exprime ses regrets pour les attaques virulentes (mais pas sur la justesse de leur fond) lors de la campagne sur la suprématie blanche, il meurt à Raleigh en 1948 à l'âge de quatre-vingt-huit ans. Il partagea ses parts du News and Observer entre tous ses enfants, dont l'un, Jonathan Worth Daniels, en devint éditeur.

## Ouvrages
- The first fallen hero, a biographical sketch of Worth Bagley, ensign, U.S.N. ... Norfolk, Va., S. W. Bowman, 1898. (OCLC 7177411)
- The progress of southern education. Philadelphia, American Academy of Political and Social Science, 1903. (OCLC 8383935)
- Making the Navy a real training school, Washington : Navy Dept., 1913. (OCLC 43386944)
- The composite force of our fighting personnel, New York City : R.R. Bowker Co., 1918. (OCLC 45447516)
- The gem of the ocean : our American Navy, Washington : National Geographic Society, 1918. (OCLC 41183074)
- The Navy and the Nation, War-Time Addresses, New York: George H. Doran Company, 1919. (OCLC 1450710)
- Our navy at war, Washington, D.C., Pictorial bureau, 1922. (OCLC 1523367)
- The life of Woodrow Wilson, 1856-1924, Philadelphia, Chicago [etc.] The John C. Winston Company 1924. (OCLC 825307)
- Tar heel editor, Chapel Hill, University of North Carolina Press, 1939. (OCLC 335116)
- Editor in politics, Chapel Hill, The University of North Carolina press, 1941. (OCLC 31557873)
- The Wilson era; years of peace, 1910-1917, Chapel Hill, University of North Carolina Press, 1944. (OCLC 750810)
- Memoirs, Chapel Hill, Univ. of North Carolina, 1939-47. (OCLC 10598972)
- Shirt-sleeve diplomat, Chapel Hill, Univ. of North Carolina Press, 1947. (OCLC 422237)

## Sources
- Paolo Enrico Coletta, American Secretaries of the Navy, Annapolis, Md. : Naval Institute Press, 1980.  (ISBN 9780870210730)
- Joseph L Morrison, Josephus Daniels; the small-d Democrat, Chapel Hill, University of North Carolina Press, 1966. (OCLC 456630)
- Benjamin D Rhodes, United States foreign policy in the interwar period, 1918-1941 : the golden age of American diplomatic and military complacency, Westport, Conn. : Praeger, 2001.  (ISBN 9780275948252)
- Joseph H Schlarman, Mexico, a land of volcanoes: from Cortés to Alemán. Milwaukee, Bruce 1950. (OCLC 1463609)
- Robert I Vexler, « Secretary of the Navy: Josephus Daniels » dans The Vice-Presidents and Cabinet members : biographies arranged chronologically by Administration, Dobbs Ferry, N.Y. : Oceana Publications, 1975.  (ISBN 9780379120899)
- Kenneth Joel Zogry, « Josephus, Jonathan, and Frank Daniels » dans The Tar Heel Century. 2002.